# Novopokrovka (Dnipropetrovsk)
Novopokrovka (en ucraniano: Новопокровка) es un pueblo ucraniano perteneciente al óblast de Dnipropetrovsk. Situado en el centro del país, es parte del raión de Dnipró y parte del municipio (hromada) homónimo.

## Toponimia
El nombre del lugar en ruso es también Novopokrovka (en ruso: Новопокровка). 

## Geografía
Novopokrovka se encuentra orillas del río Komyshuvata Sura, 27 km al suroeste de Solone y a 67 km de Dnipró.    

## Historia
El lugar fue fundado en el siglo XVIII por cosacos, formando parte de la palanká de Protovchansk del Sich de Zaporiyia, y desde 1938 tiene el estatus de asentamiento de tipo urbano.    
En 1783 se fundó el pueblo de  Shamshove (en ucraniano: Шамшове) y recibió el nombre de su fundador, Alexandr Shamshov, un general de división que recibió las tierras de la zarina Catalina II y que la pobló con gente originaria de la gobernación de Oriol.     
En 1848 el pueblo pasó a llamarse Pokrovka (en ucraniano: Покровка) y en 1946 pasó a llamarse Novopokrovka. En la Primera Guerra Mundial, cuando las tropas austroalemanas entraron en el pueblo en la primavera de 1918, se organizó un escuadrón rebelde formado por residentes locales y campesinos de los pueblos cercanos para luchar contra ellos.    
En 1960 el pueblo fue elevado a la categoría de asentamiento de tipo urbano. La base de la economía eran las empresas de la industria alimentaria desde principios de los años 1970.
Novopokrovka fue parte del raión de Solone hasta 2020, año en el que se hizo una reforma administrativa que redujo el número de raiones del óblast de Dnipropetrovsk a siete, y la ciudad pasó a ser parte del raión de Dnipró.En 2023, la localidad perdió el estatus de asentamiento de tipo urbano debido a la eliminación de este estatus administrativo.

## Demografía
La evolución de la población de Novopokrovka entre 1959 y 2022 fue la siguiente:
| 979                                                           | 1962 | 2551 | 3249 | 3065 | 2656 | 2171 | 1897 | 1933 | 1217 | 1715 |
| (Fuente: Cities & Towns of Ukraine y UKRAINE: Größere Städte) |      |      |      |      |      |      |      |      |      |      |

Según el censo de 2001, la lengua materna de la mayoría de los habitantes, el 93,09%, es el ucraniano; y del 6,21% es el ruso.

## Infraestructura

### Transporte
Novopokrovka tiene acceso a la autopista H08 que conecta Dnipró y Kropivnitski, así como a la autopista P73 que conecta Zaporiyia y Níkopol. La estación de tren más cercana, Ryasna, está aproximadamente a 10 km al norte, en la línea ferroviaria que conecta Dnipró y Apóstolove. 